# C. Dianne Martin
Pour les articles homonymes, voir Martin (nom de famille).
Carol Dianne Briggs Martin est une informaticienne américaine, ancien vice-recteur aux affaires facultaires de l'université George-Washington et premier membre principal du corps professoral du Centre d'études de Caroline du Nord. Elle enseigne actuellement au département d'informatique et à la School of Information and Library Sciences de l'université de Caroline du Nord (UNC). 

## Biographie
Martin a fréquenté le lycée Wachusett à Holden, dans le Massachusetts, où, en 1959, elle est devenue l'une des premières étudiantes à assister aux séminaires scientifiques de Berg. Elle a ensuite déménagé au Maryland, où elle est diplômée de l'école secondaire Oxon Hill en 1961. Elle a obtenu un baccalauréat en économie et en enseignement des mathématiques en 1965 au Western Maryland College (maintenant McDaniel College). Dans les années 1960, elle a été programmeuse pour IBM et a travaillé sur le projet spatial Apollo. Elle a travaillé sur la mission Apollo 11, la première mission à mettre un homme sur la Lune, et faisait partie du contrôle de mission pour Apollo 8.  
Martin est retournée à l'école pour une maîtrise en informatique en 1972 de l'université du Maryland, College Park. Elle a rejoint la faculté de l'université George-Washington en 1983 en tant que professeur d'informatique, a obtenu un doctorat en éducation en 1987 de GWU, et a été promue professeur titulaire en 1998. Elle a été directrice de programme à la Fondation nationale pour la science de 1998 à 2000, directrice des politiques à GeoTrust de 2000 à 2001 et présidente du département d'informatique du GWU de 2002 à 2005. De 2005 à 2007, elle a pris un congé de GWU en tant que doyenne du College of Information Systems de l'université Zayed à Dubaï. 
Martin a été membre du conseil d'administration du McDaniel College. 
Son mari, David H. Martin (1939-2014), a dirigé le Bureau d'éthique gouvernementale des États-Unis de 1983 à 1987. 

## Prix
En 1999, elle est devenue fellow de l'Association for Computing Machinery « pour son leadership extraordinaire et son innovation dans l'enseignement de l'informatique et pour ses services à l'ACM et à la profession ». 
En 2005, elle a reçu le prix Ada-Lovelace pour ses réalisations et contributions au nom des femmes en informatique.